# Idjum
L'Idjum (in russo Идюм?) è un fiume della Russia siberiana orientale (Territorio di Chabarovsk e Sacha-Jacuzia), affluente di destra dell'Algama (nel bacino idrografico della Lena).
Ha origine dalla sezione occidentale della catena dei monti Stanovoj, da una loro sezione chiamata monti Tokijskij, scorrendo successivamente con direzione mediamente settentrionale, con un corso piuttosto accidentato e con presenza di rapide. Sfocia nell'Algama a 47 km dalla foce, I maggiori tributari del fiume sono Mulam (104 km) e Chodurkan (96 km) dalla sinistra idrografica, Dëss (75 km) dalla destra.
L'Idjum è gelato, mediamente, da fine ottobre/inizio novembre alla prima metà di maggio.